# Хилтон, Райкер
Райкер Хилтон — ямайский бегун на короткие дистанции, который специализируется в беге на 400 метров. Бронзовый призёр чемпионата мира 2011 года в эстафете 4×400 метров. Также на чемпионате мира в Тэгу бежал дистанцию 400 метров, на которой не смог выйти финал. На олимпийских играх 2012 года выступал в составе эстафеты 4×400 метров, но команда не смогла закончить дистанцию.